# Pinnacle (Caroline du Nord)
Pour les articles homonymes, voir Pinnacle.
Pinnacle est une census-designated place située dans le comté de Stokes, dans l’État de Caroline du Nord, aux États-Unis. Lors du recensement de 2020, elle comptait 786 habitants.